# Gullveig

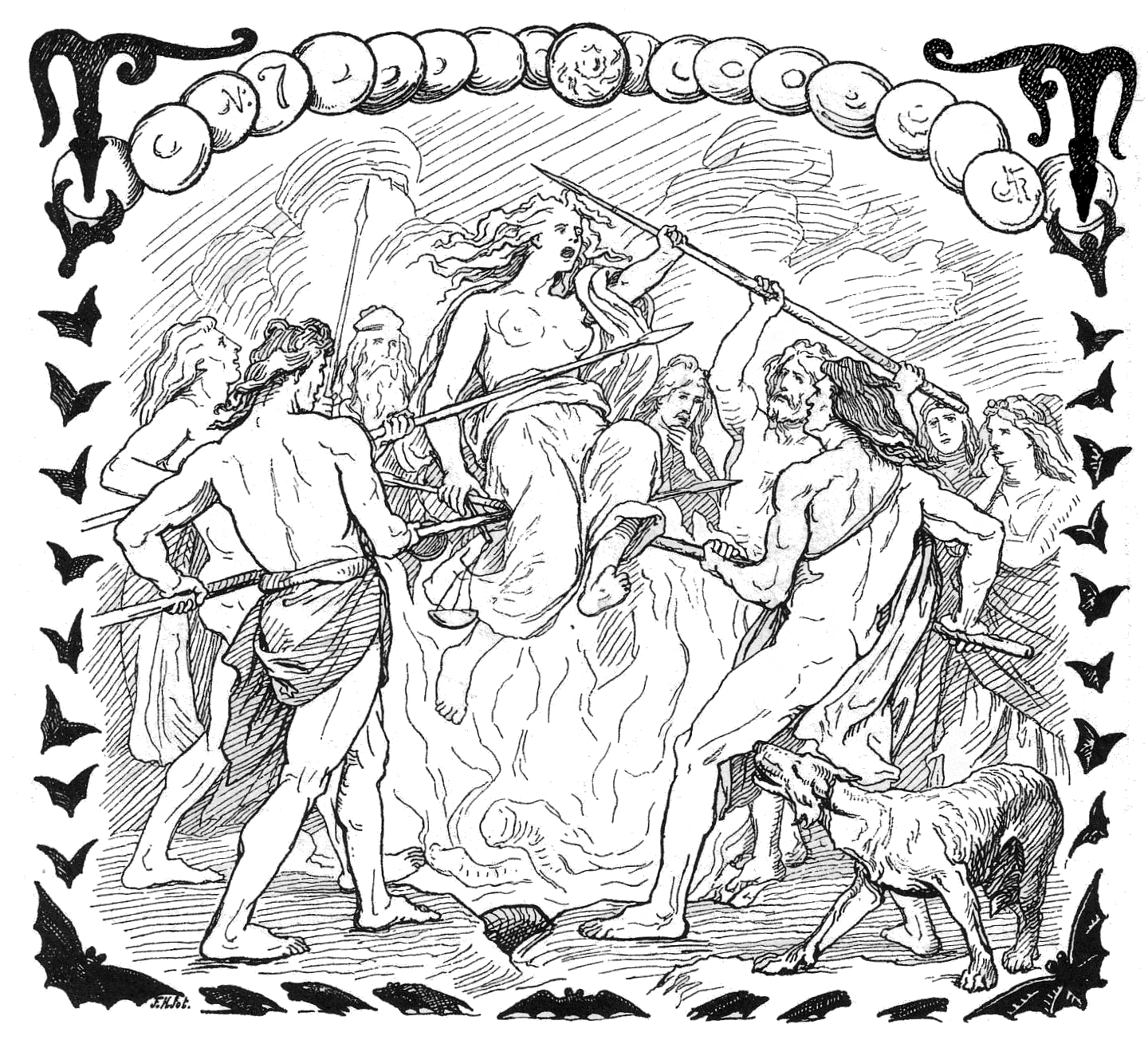
Gullveig by Frølich

Gullveig (Ivresse (ou puissance) de l'or) est une magicienne que l'on retrouve uniquement dans la Völuspá, poème de la mythologie nordique probablement composé au Xe ou XIe siècle.

## Histoire
Les Ases la tuent à coups d'épieu et la brûlent trois fois en vain. C'est ce qui aurait déclenché la première guerre du monde. Georges Dumézil voit en Gullveig une Vane car cela s'accorde avec son nom et son essence : l'or, qui, comme toute forme de richesse est placé sous leur patronage. Gullveig serait une hypostase de la déesse Freyja ou la déesse elle-même.

## Interprétations du mythe
K. V. Müllenhoff voit dans les violences faites à Gullveig le récit mythologique de la naissance de la technique de purification du minerai précieux. Georges Dumézil, quant à lui, voit dans cet épisode une signification plus morale : les Ases possédaient déjà l'or et savaient le travailler. Cet or permettait une vie de concorde et de joie, mais avec l'apparition de la malfaisante Gullveig c'est le mauvais or qui apparait, celui qui rend ivre, celui qui dégrade et qui est socialement dangereux. C'est pourquoi les Ases, dieux justes et vigoureux tentèrent, mais en vain, d'annihiler ce personnage néfaste.
Pour Jean Haudry, si l'étymologie est malaisée, la signification du personnage ne l'est pas : « il s'agit de l'avidité comme source de décadence ».